# Rotmonten
Rotmonten ist eine ehemalige Ortsgemeinde und das nördlichste Quartier der Schweizer Stadt St. Gallen mit rund 2700 Einwohnern.

## Name
Stefan Sonderegger, Stadtarchivar der Ortsbürgergemeinde St. Gallen, erklärt, Rotmonten bedeute so viel wie „unbebauter, nicht bewirtschafteter Berg“. Martin Arnet leitet dies wie folgt her: Im Namen kommt das lateinische „mons“ vor (dt. „Berg“). Im ersten Teil sieht Arnet das lat. Adjektiv „rudis“ (dt. „unbearbeitet, roh, unbebaut“). Die Vermutung, dass der Name Rotmonten einen Zusammenhang mit dem lat. „rotundus mons“ habe, was „runder Berg“ bedeutet, ergibt bezüglich der tatsächlichen Geländeform hingegen keinen Sinn.

## Geschichte

Altstadt von St. Gallen mit Blick gegen Rotmonten, zwischen 1927 und 1928

Bekannt wurde der Ort durch das Gefecht bei Rotmonten vom 16. und 17. Juni 1405. Bis zur Eingemeindung in die Stadt St. Gallen im Jahre 1918 war Rotmonten Teil der Gemeinde Tablat. Die Ortsgemeinde Rotmonten wurde auf den 1. Januar 2009 in diejenige der Stadt St. Gallen eingegliedert.

## Lage und Demographie
Rotmonten liegt zu einem grossen Teil an der Südflanke des Rosenbergs, einem Hügel nördlich des Stadtzentrums; einige Häusergruppen liegen auf dem Hügelkamm, und einzelne Quartierteile liegen auch auf der Nordflanke des Rosenbergs an den Rändern von Hätteren- und Klosterfrauenwald über dem Tal der Sitter.
Im April 2014 bewohnten das statistische Quartier Rotmonten 2644 Personen. Bei der Zusammensetzung der Zahlen stachen einige demographische Merkmale heraus. Mit 24 % Einwohnern im Alter von 65 Jahren und darüber war dieser Anteil der höchste der ganzen Stadt und 7 % höher als der Durchschnitt. Auch der Anteil der unter 20-Jährigen war mit 20 % über dem städtischen Durchschnitt, wenn auch nur um 3 %. Der Anteil im Erwerbstätigen Alter von 20–64 war mit nur 56 % der tiefste aller Quartiere. Ebenso bemerkenswert ist der Anteil von Schweizern mit 80 % (Durchschnitt 70 %) an der Bevölkerung und die Tatsache, dass kein einziger Bewohner aus dem Nicht-EU-Europa stammte.
Das Quartier Rotmonten hat die höchsten Mietpreise der Stadt und auch die grösste Pro-Kopf-Wohnfläche. Zusammen mit dem westlich angrenzenden Quartier Rosenberg gilt es deshalb als „Villenquartier“ der Stadt, wobei der Quartierverein Rotmonten auch im Rosenbergquartier tätig ist. Weitere St. Galler Quartiere, die an Rotmonten grenzen, sind das südwestlich liegende Nordostquartier und das südlich liegende Quartier Langgass – Heiligkreuz. Im Norden grenzt Rotmonten an die Gemeinde Wittenbach.
Durch die Linien 5 (als Trolleybus) und 9 der Verkehrsbetriebe St. Gallen (VBSG) ist das Quartier mit der Innenstadt verbunden.

## Schulen und Öffentliche Einrichtungen

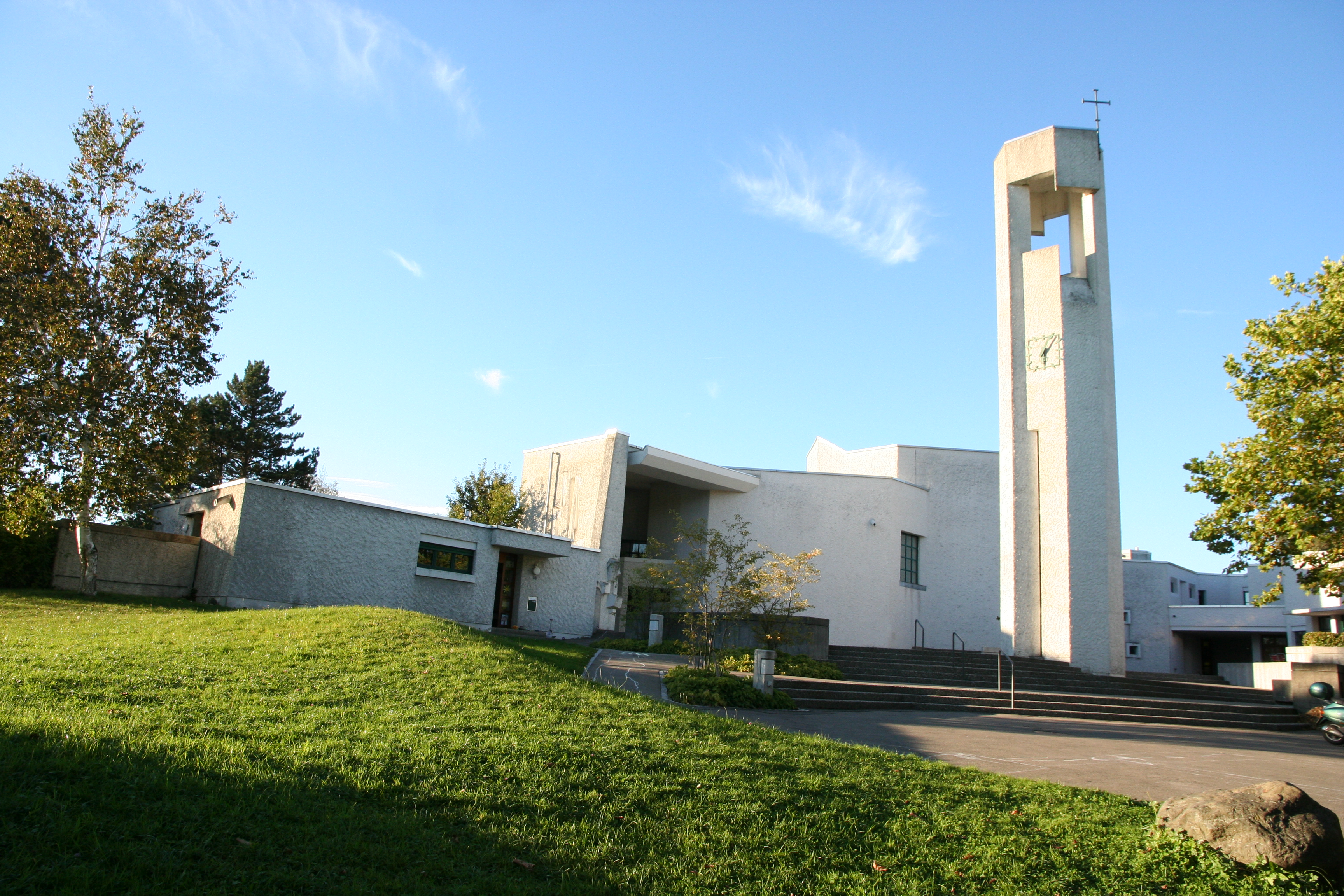
St. Peter und Paul (1969)

Die Universität St. Gallen liegt am westlichen Ende, das zu dieser gehörende Weiterbildungszentrum Holzweid ist am Nordhang des Quartiers ziemlich mittig gelegen. Das stetige Wachstum der Universität stellt für das Quartier eine Belastung dar, da viel hochwertiger Wohnraum durch die Uni belegt wird.
Rotmonten verfügt mit den Schulhäusern 'Rotmonten' und 'Gerhalden' über 2 Primarschulhäuser mit 450 Schülern in 16 Klassen. Ausserdem befinden sich in Rotmonten 6 Kindergärten.
Der Wildpark Peter und Paul im Nordosten Rotmontens ist ein bedeutendes Naherholungsgebiet St. Gallens.
Rotmonten verfügt ausserdem über ein öffentliches Freibad, die 'Badi Rotmonten', das auf der nördlichen Flanke des Hügels liegt.

## Persönlichkeiten
- Tranquillo Barnetta (* 1985), Fussballspieler
- Franz Bächtiger (1939–1999), Schweizer Kulturhistoriker und Autor
- Georges Enderle (* 1943), Schweizer Wirtschaftsethiker
- Ulrich Forster (* 1939), Schweizer Textilunternehmer
- Martin Gehrer (* 1957), Schweizer Politiker
- Thomas Scheitlin (* 1953), Stadtpräsident der Stadt St. Gallen